# Sex shop

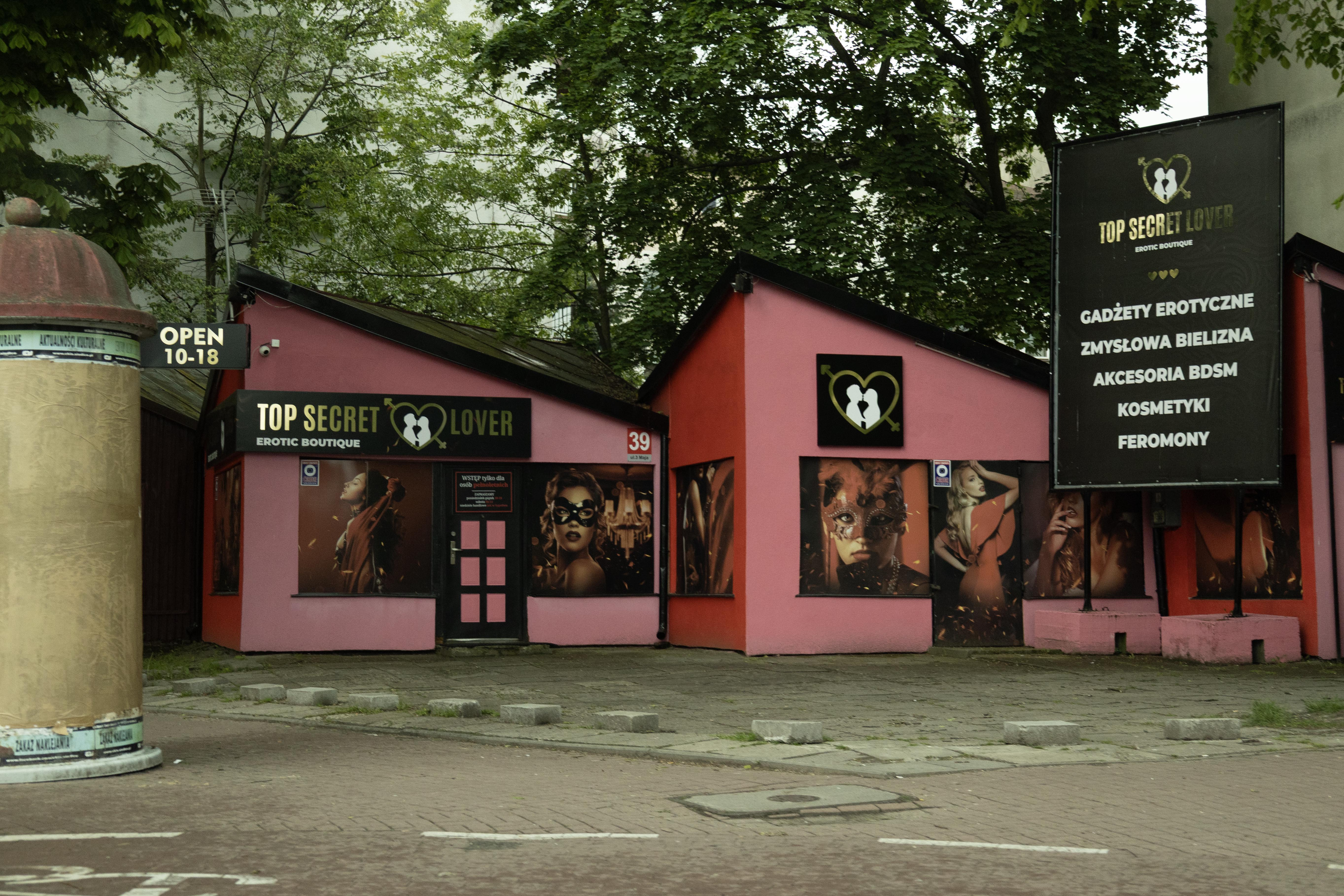
Sex shop ,,Top Secret Lover" w Polsce w Siedlcach

Sex shop, sex-shop – sklep z artykułami związanymi z rozrywką seksualną i erotyczną. Zazwyczaj są w nich sprzedawane zabawki i gadżety erotyczne (wibratory, sztuczny członek, lalki erotyczne), bielizna erotyczna, akcesoria BDSM, filmy pornograficzne bądź środki wspomagające (lubrykanty, żele intymne).
Pierwszy sex shop, nad którym widniał szyld „specjalistyczny sklep higieny małżeńskiej”, założyła Beate Uhse we Flensburgu w Niemczech 22 grudnia 1962 roku. W sklepie towary były ponumerowane, a klienci telefonicznie lub na karteczce podawali ekspedientkom wybrane numery, aby otrzymywać kupiony towar dyskretnie zapakowany. Do końca lat 60. dochody sklepu wynosiły 30 mln marek, w 1989 roku Beate Ushe otrzymała Order Zasługi Republiki Federalnej Niemiec, a dekadę później jej firma weszła na giełdę. Po śmierci Uhse w 2001 roku jej firma popadła w kłopoty finansowe z powodu konkurencji z erotyką internetową.
W Polsce pierwsze sex shopy zaczęto otwierać na początku lat 90 XX w. Pierwszy sex shop założył Paweł Sitkiewicz w lutym 1990 roku w Warszawie.